# 2997 км Мошкарь
2997 км Мошкарь — железнодорожный разъезд (тип населённого пункта) в Барабинском районе Новосибирской области России. Входит в Устьянцевский сельсовет.

## Топоним
До 2017 года официальное название — Остановочная Платформа 2997 км Мошкарь, позже изменено, как и у других НП, областным законом (исключены слова «остановочная платформа»).

## География
Площадь населённого пункта — 4 гектара.

## История
Поселение при железнодорожном разъезде, возникший при строительстве Транссиба в 1896 году.

## Население
| 2002 | 2007 | 2010 |
| ---- | ---- | ---- |
| 27   | ↘20  | ↘15  |

## Инфраструктура
В населённом пункте по данным на 2007 год отсутствует социальная инфраструктура..

## Транспорт
Действует остановочная платформа Мошкарь на железнодорожной линии Татарская — Обь.